# Filmfare Award 1965
Der 12. Filmfare Award wurde am Anfang des Jahres verliehen. Bei dieser Verleihung gibt 15 verschiedene Kategorien. Nur bei den Beliebtheitspreisen gibt es mehrere Nominierungen. Die Filmfare Awards Bester Playbacksänger und Beste Playbacksängerin waren damals nur eine Kategorie, deswegen hat Lata Mangeshkar diesen Preis nicht gewonnen.

## Gewinner und Nominierte
| Meiste Filmfare Awards | Dosti (6 Filmfare Awards) |

| Kategorie               | Filmtitel                                                            | Gewinner                                | Weitere Nominierungen                                                                           |
| Bester Film             | Dosti                                                                | Tarachand Barjatya                      | Sangam Shehar Aur Sapna                                                                         |
| Beste Regie             | Sangam                                                               | Raj Kapoor                              | K. A. Abbas für Shehar Aur Sapna Satyen Bose für Dosti                                          |
| Bester Hauptdarsteller  | Leader                                                               | Dilip Kumar                             | Raj Kapoor für Sangam Rajendra Kumar für Aaye Milan Ki Bela                                     |
| Beste Hauptdarstellerin | Sangam                                                               | Vyjayantimala                           | Sadhana für Woh Kaun Thi? Mala Sinha für Jahan Ara                                              |
| Bester Nebendarsteller  | Shehar Aur Sapna                                                     | Nana Paliskar                           | Dharmendra für Aaye Milan Ki Bela Rajendra Kumar für Sangam                                     |
| Beste Nebendarstellerin | Shehnai                                                              | Nirupa Roy                              | Lalita Pawar für Kohraa Shashikala für Aaye Milan Ki Bela                                       |
| Beste Story             | Dosti                                                                | Bani Bhatt                              | K. A. Abbas für Shehar Aur Sapna Inder Raj Anand für Sangam                                     |
| Beste Musik             | Dosti                                                                | Laxmikant-Pyarelal                      | Madan Mohan für Woh Kaun Thi? Shankar-Jaikishan für Sangam                                      |
| Bester Liedtext         | Chahunga Mein Tujhe – Dosti                                          | Majrooh Sultanpuri                      | Shailendra für Dost Dost Na Raha – Sangam Bharat Vyas für Jyot Se Jyot Jagate – Sant Gyaneshwar |
| Bester Playbacksänger   | Chahunga Mein Tujhe – Dosti                                          | Mohammed Rafi                           | Mukesh für Dost Dost Na Raha – Sangam                                                           |
| Beste Playbacksängerin  | –                                                                    | –                                       | Lata Mangeshkar für Jyot Se Jyot Jagate – Sant Gyaneshwar                                       |
| Bester Dialog           | Dosti                                                                | Govind Moonis                           |                                                                                                 |
| Bester Schnitt          | Sangam                                                               | Raj Kapoor                              |                                                                                                 |
| Beste Kamera            | Woh Kaun Thi? (Schwarzweißfilm) und Geet Gaya Pattharonne (Farbfilm) | K. H. Kapadia und Krishnarao Vashirda   |                                                                                                 |
| Bestes Szenenbild       | Kohraa (Schwarzweißfilm) und Jahan Ara (Farbfilm)                    | G. L. Yadav; T. K. Desai und Sant Singh |                                                                                                 |
| Bester Ton              | Sangam                                                               | Allauddin                               |                                                                                                 |